# 墮胎爭議
墮胎爭議（Abortion debate）是一個迄今仍無定論、並且涉及倫理、道德、價值、法律與宗教等的具爭議性的社會議題。

## 簡介
支持墮胎權的一方自稱「Pro-choice」（为自主選择），主張婦女有權決定是否終止妊娠，合法墮胎可以減少非法墮胎及孕婦死亡的比率；反對墮胎權的一方自述「Pro-life」（为生命），則強調人類胚胎在某種程度上已經是一個「人」，因此不能被他人隨意剝奪生命權，並有必要確保母親和胎兒的生命權。兩方陣營常以「支持墮胎者」（Pro-abortionist）和「反墮胎運動者」（Anti-abortionist）等負面及攻擊性形容詞來形容對方，兩個詞彙也見於主流媒體上。
自1960至70年代，隨著性革命和女性主義興起，大部分西方國家陸續將墮胎合法化，特別是美國1973年羅訴韋德案容許墮胎合法後，墮胎權的爭議至此成為西方社會的主要社會議題，也是文化戰爭的一環。
正反兩方的訴求有其不同，皆試圖影響輿論而獲得支持，少數反對墮胎的激進份子會在進行墮胎手術的診所示威和抗議，甚至有時會使用暴力手段去攻擊進行墮胎手術的診所，
在一些西方國家及拉丁美洲国家，墮胎已經成為政治和法律方面的議題，其中反墮胎運動支持者試圖制定、維持和擴大法律對墮胎的禁止，而墮胎權支持者試圖廢除或放寬這些法律，同時減少墮胎的機會。各國家或地區之間對於墮胎法律條文的內容也有很大不同，從徹底禁止墮胎程序到墮胎的公共資金等，而對於如何能夠安全流產的可能性，也依各地區有所不同。

## 胎兒生命權
生命權（Right to life），是人最基本，最重要的人權。記於世界人權宣言第三條「人人有權享有生命、自由和人身安全。」。政府或個人有責任保護任何人生命，包括法律。在沒有死刑司法的管轄區，生命權是絕對的，政府或個人有責任保護；而在死刑的司法管轄區，也只有在經過合法的法治下，才能透過死刑，剝奪罪犯的生命權。
精子和卵子結合成受精卵，受精卵在子宮內著床成為胎兒，胎兒成長後離開子宮成為嬰兒。精子和卵子不是人，嬰兒是人。胎兒介於嬰兒和精子卵子之間，胎兒介於不是人和人之間，胎兒介於不是生命權和生命權之間。反墮胎一方認為胎兒終究會變成人，而人有生命權，因此同樣地，胎兒有生命權，所以無論任何原因都不可除去胎兒生命，包括墮胎；支持墮胎的一方則認為胎兒不是人，胎兒沒有生命權，可以墮胎除去。

### 人類定義
胎兒介於不是人和人之間。胎兒是否是人、何時為人，有不同的定義。
- 基因論：有人類基因就是人類，所以受精卵是人類。
- 結構論：當胎兒有一定身體結構就是人類。如內臟出現或長成。
- 功能論：有生理或心理活動，獨立生存。有思想、痛覺、記憶、心跳、離開子宮仍可生存。
- 結構功能論：有內臟出現一定出现一些活動。不須證明有活動。
- 出生論：離開子宮就是人。
- 潛能論：包括以上，現在雖不是人但未來是人都是人。

### 支持墮胎
1.湯姆森(Judith Jarvis Thomson)的「小提琴家論証」(the argument of violinist)
哲學家Judith Thomson提出著名的小提琴家思想實驗，
假設有個小提琴家患了一個很奇怪的病，昏睡不起需要另一個人身體去提供養份去繼續生存。那個小提琴家的支持者把你綁架了，用管道把你的身體和小提琴家連接起來，用你的身體來當他的維生儀器。小提琴家自然是人也擁有生存的權利，但他沒有權利使用你的身體當他的維生儀器。儘管沒有你的身體小提琴家會死亡，你也絕對有權把管道拔掉。在道德上你沒有責任去救小提琴家，而要整天陪他睡在病床上。當然若果你自願救人犧牲自由是一件值得稱讚的善行，但你要選擇自由也沒有人可以指責你做錯。同樣道理胎兒有生存的權利，但胎兒沒有權利用母親的身體當維生儀器，墮胎正是母親行使她的身體主權。
說明就算胎兒當是人，母親依然擁有墮胎的權利。
2.沃倫(Mary Anne Warren)的「人格論証」
功能論：有一定功能才算是人
五項人格象徵的判準：
1. 感受痛苦的能力或意識
2. 推理能力
3. 自發性的行動力
4. 溝通能力
5. 自我概念或自我意識的顯現

²沃倫：因為胎兒不具備上述任何一項特徵，所以不是具有人格的個體。

### 反對墮胎
1.努南(John T. Noonan, Jr)的「概率論証」
潛能論；現在不是人，有機會成為人所以是人。
如果你在灌木林中射中的移動目標是一個人的機率為二億分之一，我猜想可能很多人會認為這是射擊上的疏忽；但如果移動目標是人類的機會是五分之四的話，很少人會為你的罪責開脫。
2.馬奎斯(Don Marquis)的「未來論証」
潛能論；現在不是人，未來有人功能。
胎兒具有成人一切的特質，擁有和成人一樣的未來。結束胎兒生命就是剝奪未來可能成為理性存有者的生命，也剝奪了胎兒未來可能擁有的一切價值，如剝奪和殺害成人生命。因此，其主張墮胎在道德上是錯誤的行為。

## 條件爭議
墮胎分三類：禁止墮胎、有條件墮胎、自由墮胎。支持墮胎者支持自由墮胎，反對墮胎都支持禁止墮胎。兩者爭議在有條件墮胎。
某些國家須要條件和證明墮胎才合法，條件如
1. 孕婦生命或健康：繼續懷孕有損孕婦生命或健康
2. 胎兒生命或健康：胎兒身體殘缺或健康有損、無法生存、無法出生、有遺傳病
3. 懷孕方式：強姦或亂倫
4. 身分：孕婦未成年或單身
5. 經濟：懷孕會令婦女的工作或學業被強制或中止不能負擔撫養孩子的金錢時間
6. 感情：與胎兒生父的感情有變
7. 家庭：家人反對，男友、丈夫或家長
8. 生育控制：不希望生孩子或中國的兩孩証策

需要醫生或警方證明
爭議主要在
1. 孕婦生命或健康：支持：人有自我保護權，可以以他人生命保護自己。反對：孕婦生命不比胎兒高。
2. 胎兒生命或健康：支持：讓胎兒早日脫離痛苦和胎兒未來生活。反對：有傷殘不一定痛苦。
3. 強姦：支持：保護受害者長期不為加害者受苦，為加害者長期生孩子和胎兒未來生活。反對：胎兒是無辜
4. 亂倫：支持：社會風俗不許或後代健康不良。反對：胎兒是無辜
5. 未成年：支持：保護孕婦生命或健康和胎兒未來生活。反對：胎兒是無辜

### 案例

#### 孕婦生命或健康
- 2012年10月，31歲的印度移民牙醫薩維塔．哈拉帕那瓦僅懷孕17個星期，她在10月21日出現不明疼痛，並於翌日清晨羊水破裂。根據醫事紀錄，醫生此時判斷「薩維塔的流產已不可避免」，在此狀況下，孩子不可能有存活的機會，因此薩維塔遂對院方提出終止懷孕的請求。兩天過後，薩維塔的狀況在10月24日急轉直下，敗血症的症狀變得明顯，但院方直到孕婦出現休克症狀後，才終於決定終止妊娠，並透過手術取出薩維塔腹中早已夭折的女嬰（院方超音波測到的心跳並不準確）。薩維塔最終因敗血症、流產失血與大腸桿菌感染所導致的器官衰竭，在10月28日清晨病逝，這距離她第一次抱怨「背痛」，不到一個星期。[4]
- 2013年5月17日，碧翠絲是薩爾瓦多一位22歲的女孩，她懷孕了，懷著四個半月的身孕本不是糟糕的事，但是醫生判斷她的嬰兒腦部與頭骨有重大缺陷，會在分娩前後死亡，而若是她繼續懷孕，可能連她自己的命都保不住。[5]

#### 胎兒生命或健康
- 2007年，因故受國家衛福部代理監護的17歲少女「D」，在產檢中發現自己懷的女兒，罹患「無腦畸形」。醫生告訴Ｄ，這種先天性缺陷將阻止胎兒的腦部與頭蓋骨發育，在離開母體之後，「她最多只有幾個小時的存活時間。」[4]
- 2011年，21歲的「M女士」亞曼達．梅勒（Amanda Jane Mellet，她是在訴訟中主動公開真名）在懷孕過程中，腹中的胎兒被診斷出「致命型的先天缺陷」、就算走完孕期，M的孩子也不能在母體之外獨立存活。
- 2014年12月，一名懷孕15週的「P女士」因病腦死，其伴侶與親人要求醫院拔管「讓她免於痛苦有尊嚴地離開」；但由於P女士腹中的胎兒仍有生命跡象，擔心違憲的醫院拒絕拔管，儘管已知胎兒不可能存活，院方仍強勢但無意義地維持著P的生命。[4]

#### 強姦
- 1992年1月，一名14歲的愛爾蘭少女「Ｘ」被發現懷孕。家人才知道，Ｘ自12歲那年起，就遭一名熟識的鄰居多次性侵得逞。在知道自己身懷性侵者的孩子後，Ｘ精神崩潰，家人因此決定在1月30日報案，並於2月6日帶著Ｘ出國，到英格蘭的醫院準備自費墮胎。[4]
- 2015年5月19日，巴拉圭一名 10 歲女童遭繼父強暴懷孕，但因為國家禁止墮胎的緣故，這名女童現在已經懷了五個月的身孕。[6][7]
- 2018年7月22日，印尼一名15歲的女孩被哥哥先後強姦8次，更因姦成孕，她被迫在母親協助下墮胎，不料竟因此違法，上周四被判囚6個月，其兄長則因性侵未成年人士被判入獄2年。[8]

- 2018年8月1日，印尼蘇門答臘島一名15歲女孩，先後8次被她17歲的哥哥強姦，其後因姦成孕。女孩進行非法墮胎後被捕，並在7月遭判監6個月。[9]
- 2018年11月12日，中美洲國家薩爾瓦多一名20歲少女被繼父強姦成孕，涉自行墮胎被當局以「企圖謀殺」起訴，或面臨判囚20年。[10]

## 結果爭議

### 支持
- 女性會出外國墮胎
- 女性會在非法墮胎
- 棄兒
- 生育權

### 反對
心理陰影

## 支持
- 聯合國：9月28日是“國際安全墮胎日”（International Safe Abortion Day）。呼籲各國將墮胎合法化。[11]
- 國際特赦組織台灣分會：呼籲愛爾蘭廢除人工流產法令！[12]
- 世衛組織指出，為了防止意外懷孕和不安全墮胎，各國必須制定支持性政策和財政承諾，提供全面的性教育，包括緊急避孕在內的各種避孕方法，準確的計畫生育諮詢，並獲得安全、合法的墮胎服務。[13]
- 湯姆森(Judith Jarvis Thomson)的「小提琴家論証」(the argument of violinist)
- 沃倫(Mary Anne Warren)的「人格論証」

## 反對
- 反墮胎運動
- 天主教

1.努南(John T. Noonan, Jr)的「機率論証」
2.馬奎斯(Don Marquis)的「未來論証」

## 來源
- 從墮胎爭議反思生命政治 （页面存档备份，存于）
- 我讀陳文珊「墮胎倫理的爭議」（上） （页面存档备份，存于）
- 人工流产的伦理辩护和应用问题探讨-哲学中国网 （页面存档备份，存于）
- 隱秘的生命 （页面存档备份，存于）
- 道德推理 第十三週    墮胎：是權利爭議還是責任問題？ （页面存档备份，存于）